# جمع تبرعات
جمع التبرعات أو الاكتتابية (بالإنجليزية: fundraising)‏ يشير إلى الجهود المبذولة لجمع مال تبرعي من أجل دعم قضية أو مشروع وعادة ما يكون غير ربحي، وتتكثف جهود جمع التبرعات بالتماس طلب هبة، نقدية أو عينية، من الأشخاص أوالمؤسسات التجارية أو الخيرية أو الحكومية، أو بأسلوب التمويل الجماعي، من أبسط أساليب جمع التبرعات هي طرق الأبواب أو الدعوة إلى التبرع في الأماكن العامة وخاصة الأماكن التي ترتبط بمشاريع دينية أو أجتماعية، ولكن هناك أشكال جديدة من جمع التبرعات مثل التبرع عبر الإنترنت أو التلفاز أو وسائل التواصل الإجتماعي، أو بسحوبات على عينيات ثمينة.

## تعريف جمع التبرعات
في اللغة، تَبَرُّع مصدرها الجذر: بَرَعَ أي تفوّق وتميّز، و«تَبَرَّع» أعطى من دون طلب، والتبرع التطوع بالشيء من غير واجب ومن غير سؤال أو تفضل.
وفي الاصطلاح، كان العلماء يعرفون كل نوع من عقود التبرعات لوحده، ، وعرفوا التبرع عند الفقهاء بذل المكلف مالا أو منفعة لغيره في الحال أو المآل بلا عوض بقصد البر والمعروف غالبا.

## أقسام التبرعات
1. تبرعات مقصودة ابتداء وانتهاء، ومثال ذلك: الهبة، والصدقة، والوصية، والوقف، والعارية.
2. تبرعات ضمن عقد معاوضة، ومثال ذلك: البيع بثمن دون قيمة البيع لنفع المشتري، والشراء بأكثر من ثمن البيع بقصد نفع المشتري للبائع.
3. تبرعات ابتداء، وقد ينتهي بها الأمر إلى أن تكون معاوضات، فقد يكون التبرع في ابتداء العقد كالقرض ثم يلزم الآخر بدفع البدل.[6]

## فوائد جمع التبرعات
1. إقامة مصلحة ضعاف المسلمين: وهذه الفائدة هي من أعظم مقاصد الشريعة من التبرعات وأعمال البر، وإقامة مصالح ضعاف المسلمين وقضاء حوائجهم، ولا يتحقق هذا المقصد إلا إذا كان التبرع بصورة دائمة وعامة.[7]
2. تخفيف الأعباء والنفقات المالية للجمعيات والمؤسسات التي توفر الفرص التطوعية: فكما هو معروف أن الجمعيات والمؤسسات الأهلية تعتمد في تمويلها بشكل أساسي على جمع التبرعات والهبات التي تُمنح لها من قبل أهل البر والإحسان.[8]

## أقسام المتبرعين في العالم العربي
يقسم المتبرعين في العالم العربي إلى أربع قطاعات:
1. القطاع الفردي والأسري: ويعتبر المصدر الرئيسي لأغلبية حالات التبرع في العالم العربي، وأبرز أنواع التبرع هو: الزكاة، الصدقات، التبرعات النقدية والعينية والأوقاف والوصايا،[9] كما يمكن للأشخاص بالتبرع بقيم عينية مثل تخصيص وقته الخاص أو معرفته وخبرته لعمل خيري دون مقابل، ومن أشهر أنواع التبرع الشخصية هي البقشيش وهو مبلغ من المال يضاف إلى قيمة فاتورة وتكون مخصصة لخدمة قدمها شخص ما مثل سائق تاكسي أو مضيف مطعم.
2. القطاع الخاص: يقوم القطاع الخاص بتمويل مشاريع أو قضايا بشكل هبات من أجل الدعاية، أو كجزء من فلسفة الشركة لتطبيق المسؤولية الاجتماعية للشركات أو كعامل تخفيض الضرائب.
3. القطاع الغير ربحي: في العادة، تكون تبرعات القطاع الغير ربحي عينية مثل تحسين الصرف الصحي في القرى النائية أو تطوير استخدام الحاسوب في قطاع اجتماعي ما.
4. القطاع الحكومي: تشمل مساهمات القطاع الحكومي خدمة نشاطات أو أحداث مجتمعية مثل تقديم دعم مالي للمدارس المجانية أو لجمعيات النشاطات الرياضية في القرى أو لمساعدة متضرري الكوارث، كما يشمل التبرعات الحكومية مساعدة دول غنية لدول أخرى في دعم المجتمع أو الاقتصاد.

## التبرع في الدين
وللتبرع معنى ديني خاصة في العالم العربي، فالتبرع يسمى صدقة، ففي الإسلام، التبرع لوجه الله يقابله جزاء خير بعد الممات كما ورد في سورة الحديد: ﴿إِنَّ الْمُصَّدِّقِينَ وَالْمُصَّدِّقَاتِ وَأَقْرَضُوا اللَّهَ قَرْضًا حَسَنًا يُضَاعَفُ لَهُمْ وَلَهُمْ أَجْرٌ كَرِيمٌ ۝١٨﴾ [الحديد:18]، والمسيحيون يؤمنون بنفس المبداء لكنهم يفرضون القيام به بالخفاء كما ذكر في إنجيل متى إصحاح 4: «لِتَكُونَ صَدَقَتُكَ فِي الْخَفَاءِ، وَأَبُوكَ السَّمَاوِيُّ الَّذِي يَرَى فِي الْخَفَاءِ، هُوَ يُكَافِئُكَ»، وكذلك، يعطي اليهود أهمية كبرى للتصدق ويلفظونها تزاداكا: ((بالعبرية: צדקה‏) ولهم قوانين مفصلة وصارمة في حالات وكيفية صرفها.
كما تعتمد معظم الأديان على تبرعات فرضية مثل الزكاة والوصية والخمس في الإسلام والعشر عند اليهود.

## التبرع في العالم
يشارك بقية العالم بنفس مبادئ التبرع المتبعة في العالم العربي إلا أنها تضيف إليها بعض الممارسات التي تعتمد على قيم مجتمعها والتي لا تتوافر عمومًا في العالم العربي، منها:
- جمع تبرعات انتخابية: قوانين معظم البلاد الغربية مثل الولايات المتحدة،[10] تسمح بجمع تبرعات لحملات انتخابية لدعم مرشح ما لكن بحدود معينة، هذه الممارسات تكون شبه معدومة في العالم العربي، وفي بعض الحالات، تكون معاكسة إذ يتبرع المرشح للمجتمع إما عن طريق خدمات عينية أو مالية لجذب الأصوات.
- التبرع من أجل خفض الضرائب: تعتمد قوانين الضرائب في بعض المجتمعات الغربية بعض الحوافز التي تشجع مواطنيها بتقديم تبرعات لمشاريع أو قضايا تهمهم مقابل احتساب هذه التبرعات كجزء من الضريبة المفروضة. وفي سويسرة، تستعمل هذه الطريقة لتشجيع مواطنيها بالتبرع بأعضاءهم،[11] بضاعة لجمع التبرعات: ومن الممارسات العالمية لجمع التبرعات التي لم تصل العالم العربي بشكل واسع هو بيع بضائع أو خدمات مقابل التبرع، مثلا، في الولايات المتحدة الأميركية، تقوم الشابات الكشافيات الأميركيين يبيعون الحلويات لدعم مؤسساتهم، كما هناك أفراد يجمعون تبرعات بناء على أميال يقطعونها في الماراثونات مثل حملة تيري فوكس العالمية.

## وسائل جمع التبرعات
| الاتصالات الشخصية المباشرة                                                                     | الحملات في الشوارع والأسواق | الخطابات الشخصية                | الاتصالات التليفونية المباشرة                       |
| حملات طرق الباب                                                                                | المناسبات الخاصة كالأعياد   | الإعلان بوسائل الإعلام المختلفة | الدعوة للإسهام في تغطية نفقات خدمة مثل كفالة اليتيم |
| الحفلات السنوية للمنظمات التطوعية                                                              | اشتراكات ورسوم عضوية        | الأسواق الخيرية                 | مقترحات المشاريع مثل تشغيل مشروع طبي                |
| بطاقات المناسبات                                                                               | دكاكين وأسواق الخير         | المعارض الفنية                  | المتاجر الإلكترونية ووسائل التواصل الاجتماعي        |
| الحملات البريدية                                                                               | المزادات الخيرية            | الاستقطاعات الشهرية             | حصالة الخير وتوضع في الأسواق أو المدارس             |
| طابع وكوبونات الخير والمسيرات والمسابقات الرياضية على جميع المستويات أو أي نشاطات أخرى مشابهة. |                             |                                 |                                                     |

## جمع التبرعات وعلاقتها بمقاصد الشريعة الإسلامية
العمل التطوعي سواء أكان تبرعًا بالمال أو بالمنفعة، له مقاصد شرعية معتبرة، ومنها:

### حفظ الضروريات
يتجلى حفظ الدين في نظام التبرعات والعمل الخيري التطوعي من خلال تشييد المساجد، وكفالة الأئمة والمؤذنين والدعاة وطالب العلم، ودحض الشبهات والأفكار الهدامة، والعمل على إحياء نفائس التراث الإسلامي المخطوط وإشاعة العلوم الإنسانية عن طريق الحلقات الدراسية، إضافة إلى دروس الوعظ والإرشاد.

### حفظ النفس
تهدف الشريعة إلى المحافظة على مصلحة النفس من جانبي الوجود والعدم من خلال جمع التبرعات لتقديم المساعدات الإغاثية بجميع أشكالها (الدواء والطعام والكساء) للمسلمين المتضررين من الكوارث والحروب، وكفالة الأيتام والأسرة الفقيرة، والتقاط اللقطاء ورعايتهم، وكفالة الأطباء والصيادلة والممرضين العاملين في إغاثة المحتاجين، وتنمية مهارتهم.

### حفظ العقل
يأتي حفظ الشريعة لمصلحة العقل من جانبي الوجود والعدم من خلال الأمر بالتعلم والحث عليه، وإنشاء المدارس والمعاهد لتعليم المحتاجين، وكفالة معلميهم، وتدريبهم وتأهيلهم، وطباعة الكتب وتوفير المجالات العلمية المتخصصة، وإجراء البحوث والدراسات التي تسهم في النهوض بالمستوى التعليمي للمحتاجين، وعقد الندوات والملتقيات العلمية والإسهام في مكافحة كل ما يخدر العقل ويخرجه عن وظيفته الأساسية.

### حفظ المال
أمر الشارع بحفظ المال، ومن الوسائل التي تهدف إلى المحافظة على المال في الأعمال الخيرية: تدريب المحتاجين وتأهيلهم لإقامة المشاريع التنموية الزراعية، وتعليمهم الحرف والمهن التي تعود بالنفع عليهم وعلى أسرهم ومجتمعهم، ويحتاجها سوق العمل، ليتمكنوا من المحافظة على أموالهم وتنميتها، وليعولوا أنفسهم وأسرهم وينهضوا بمجتمعهم، ويعد التبرع بالمال من أبرز أنواع المساهمات لدى الفئات الاجتماعية ذات القدرة الاقتصادية العالية والمتوسطة، أما محدودي الدخل فنادراً ما يقومون بهذا النوع من المشاركة؛ لعدم مقدرتهم على إشباع احتياجاتهم الأساسية، ولا يجدون ما يتبرعون به من المال؛ فيلجؤون إلى تبني أنماط أخرى للمشاركة.

### حفظ النسل
من الوسائل التطوعية التي تهدف إلى المحافظة على مصلحة النسل: مساعدة المعوزين والمحتاجين على الزواج، وذلك بتزويج المستضعفين من الرجال والنساء والمكفوفين.